# Pigeon rameron
Columba arquatrix
Espèce
Statut de conservation UICN

 LC  : Préoccupation mineure
Le Pigeon rameron (Columba arquatrix) est une espèce d'oiseau appartenant à la famille des Columbidae.

## Description
Le mâle adulte est un gros pigeon de 37 à 42 cm de longueur. Son dos et les ailes sont marron avec les épaules fortement mouchetées de taches blanches. Le dessous est marron avec de grandes taches blanches et la tête est grise avec des taches jaunes autour de l'œil. Le bec est jaune. Le plumage du cou, utilisé dans la parade, est rayé marron et blanc, le dessous de la queue et des ailes est gris foncé et les pattes sont jaunes.
Les femelles sont très semblables, mais un peu plus ternes. les juvéniles ont le marron et le gris remplacé par du brun foncé, les parties dénudées sont d'un jaune-verdâtre et les plumes des ailes ont des franges pâles. En vol, ce pigeon est très sombre. Son vol est rapide, avec des battements réguliers et occasionnellement de forts battements d'ailes caractéristiques des pigeons en général.
L'appel est un fort Coo Coo.

## Alimentation
Il se nourrit de fruits et de baies, principalement cueillis dans la canopée, mais il peut également descendre sur le sol pour se nourrir des fruits tombés et des insectes et des chenilles. Dans le sud de son aire de répartition, il apprécie le fruit du Bringellier marron, Solanum mauritianum. Les oiseaux peuvent voler sur une distance considérable pour gagner les aires d'alimentation.

## Reproduction
Il construit un nid fait de grosses branches situé jusqu'à 15 m de haut dans un arbre et pond un (rarement deux) œufs blancs. Les œufs sont incubés pendant 17 à 20 jours et les poussins prennent leur envol au bout de 20 autres jours.

## Mode de vie
Les jeunes ou les oiseaux non nicheurs vivent en bandes.

## Répartition
Il vit dans une grande partie de l'est et le sud de l'Afrique, de l'Éthiopie au Cap. On trouve aussi des populations dans l'ouest de l'Angola, le sud-ouest de l'Arabie saoudite et le Yémen du Nord. Il est commun localement, bien qu'il existe des lacunes importantes dans ses zones de distribution en raison de ses besoins en habitat.

## Habitat
C'est une espèce des canopées fraîches des forêts tropicales humides au-dessus 1 400 m d'altitude, même si on le trouve localement jusqu'à 700 m. Il vit dans les finbos de montagne, les zones de repousse et les clairières, se nourrissant sur les terres agricoles lorsqu'il n'est pas chassé.